# Jane Anderson
Jane Anderson (Califórnia, Estados Unidos em 1954) é uma dramaturga que virou atriz premiada, roteirista e diretora americana. Ela escreveu e dirigiu um filme, The Prize Winner of Defiance, Ohio (2005) e escreveu o roteiro para o filme de Nicolas Cage It Could Happen to You.

## Carreira
Antes de direção de cinema, Anderson escreveu e dirigiu vários filmes aclamados pela crítica de televisão, nomeadamente Normais (2003), estrelado por Jessica Lange; The Baby Dance (1998), estrelado por Stockard Channing e Laura Dern; The Positively True Adventures of the Alleged Texas Cheerleader-Murdering Mom (1993), Egyptian Pyramids estrelado por Holly Hunter; e If These Walls Could Talk 2 (segmento "1961") (2000), que ganhou Vanessa Redgrave um prêmio Emmy por sua interpretação de uma idosa lésbica impedido de estar no hospital com ela morrendo companheiro de longa data.
Ela tornou-se uma escritora para o drama de televisão da AMC, Mad Men, para a segunda temporada do show. Ela foi indicada para o Writers Guild of America Award prêmio de Melhor Série Dramática em Fevereiro de 2009 cerimônia por seu trabalho sobre a segunda temporada.
Em 2015, Anderson co-escreveu o documentário Packed in a Trunk: The Lost Art of Edith Lake Wilkinson (Embrulhado em um porta-malas: a arte perdida de Edith Lake Wilkinson, em tradução livre), sobre sua tia-avó, Edith Lake Wilkinson, que foi uma pintora lésbica que foi submetida a uma internação em uma clínica para doenças mentais em 1924, na qual passou o resto de sua vida. Anderson cita sua tia-avó com uma inspiração para seus próprios desenhos. 
Anderson se trabalhou em um projeto da HBO, ao lado de Frances McDormand, para o desenvolvimento de uma minissérie. Em 2018, a cineasta escreveu o filme A Esposa, estrelando Gleen Close.

## Filmografia
| Ano       | Título                                                                        | Função                                   | Notas                                                                                           |
| --------- | ----------------------------------------------------------------------------- | ---------------------------------------- | ----------------------------------------------------------------------------------------------- |
| 1982      | The Billy Crystal Comedy Hour                                                 | Atriz                                    | Regular; Série para TV                                                                          |
| 1984      | P.O.P.                                                                        | Atriz                                    | Personagem: Dana McNeil; Filme para TV                                                          |
| 1984      | E/R                                                                           | Atriz                                    | Personagem: Sra. Grettie; Episódio: "Only a Nurse"                                              |
| 1985      | The Facts of Life                                                             | Atriz                                    | Pe "We Get Letters"                                                                             |
| 1985-1986 | Vivendo e Aprendendo (br); Os fatos da vida (pt)                              | Roteirista e consultora                  | Roteiro: episódios "The Apartment", "Ready or Not" e "Write and Wrong"; Consultora: 5 episódios |
| 1986      | Chefe, Mas Pouco...                                                           | Consultora                               | Episódio "Charmed Lives"                                                                        |
| 1988      | Raising Miranda                                                               | Roteirista e produtora                   | Roteiro: episódios "Black Monday" e "Home for the Holidays"; Produção: 9 episódios              |
| 1989      | Anos Incríveis                                                                | Roteirista e editora executiva do enredo | Roteiro: episódio "How I'm Spending My Summer Vacation"; Editora executiva: 7 episódios         |
| 1991      | The Hidden Room                                                               | Roteirista                               | Episódios "Dream Child" e "A type of Love Story"                                                |
| 1993      | The Positively True Adventures of the Alleged Texas Cheerleader-Murdering Mom | Roteirista                               | Filme para televisão                                                                            |
| 1994      | Atraídos pelo Destino (br)                                                    | Roteirista                               | Filme cinematográfico, estrelando Nicolas Cage                                                  |
| 1995      | Concha de Retalhos (br); Onde Reside o Amor (pt)                              | Roteirista                               |                                                                                                 |
| 1998      | The Baby Dance                                                                | Roteirista e diretora                    | Filme para televisão                                                                            |
| 2000      | Desejo Proibido (br)                                                          | Roteirista e diretora                    | Filme para televisão e sequência do filme O Preço de uma Escolha (br); Perseguidas (pt)         |
| 2001      | When Billie Beat Bobby                                                        | Roteirista e diretora                    | Filme para televisão                                                                            |
| 2003      | Normal                                                                        | Roteirista e diretora                    | Filme para televisão; Adaptado para sua peça Looking for Norma                                  |
| 2005      | The Prize Winner of Defiance, Ohio                                            | Roteirista e diretora                    |                                                                                                 |
| 2008      | Mad Men                                                                       | Roteirista e produtora                   | Roteiro e produção: episódio "The Gold Violin"; Produção: episódio "A Night to Remember"        |
| 2014      | Olive Kitteridge                                                              | Roteirista e produtora                   | Minissérie                                                                                      |
| 2015      | Packed in a Trunk: The Lost Art of Edith Lake Wilkinson                       | Roteirista e produtora                   | Documentário                                                                                    |
| 2017      | A Esposa                                                                      | Roteirista                               |                                                                                                 |

## Prêmios
- 1993: Emmy Award por escrever The Positively True Adventures of the Alleged Texas Cheerleader-Murdering Mom
- 1998: Emmy Award nomiações por escrever e dirigir The Baby Dance
- 2003: Emmy Award nomiação por escrever Normal
- 2000: Emmy Award nomiação por escrever If These Walls Could Talk 2 (Pelo episódio "1961")
- 2000: Women in Film Lucy Award em reconhecimento da excelência e inovação em uma escrita um trabalho criativo (If These Walls Could Talk 2) que aumentou a percepção das mulheres por meio da televisão[4]
- 2003: Directors Guild of America Award nomiação por dirigir Normal
- 2008: Writers Guild of America Award for Best Dramatic Series for her work on the second season of Mad Men[1]